# Arístees de Quios
Arístees de Quios (en llatí Aristeas, en grec antic Αριστέας) fou un oficial grec nascut a Quios que va tenir una actuació destacada durant la retirada dels deu mil. En parla Xenofont a l'Anàbasi.